# Temporada 1962 de Fórmula 1
La temporada 1962 de Fórmula 1 fue la 13.ª del Campeonato Mundial de Fórmula 1 de la FIA. Se disputó entre el 20 de mayo y el 29 de diciembre. El campeonato consistió en nueve carreras.
Graham Hill ganó su primer Campeonato de Pilotos, mientras que BRM ganó su único título del Campeonato de Constructores.

## Resumen de la temporada
El vigente campeón del Campeonato de Constructores, Ferrari, se vio eclipsado por el progreso de las escuderías británicas y por sus propias turbulencias internas. A pesar de un buen inicio, con Phil Hill en el podio las tres primeras carreras, la pérdida de gran parte del equipo de ingenieros a lo largo de la temporada anterior y una prolongada huelga en la Scuderia hicieron que Ferrari no se presentara a los dos últimos Grandes Premios.
BRM se alzó con la victoria en el Campeonato de Constructores y pilotos (de la mano de Graham Hill) tras una batalla a lo largo de la temporada con el revolucionario Lotus 25 de Jim Clark, el primer monoplaza monocasco de la F1.
Dan Gurney conseguiría la única victoria de Porsche en un Gran Premio en Rouen, Lola disputó sus primeras carreras y Jack Brabham conseguiría los primeros puntos como constructor para su propia escudería.
Stirling Moss, debería haber competido para Ferrari esta temporada, pero tras un grave accidente en una carrera fuera de calendario en Goodwood no volvió a disputar una Gran Premio de Fórmula 1.
El mexicano Ricardo Rodríguez se convirtió en el piloto más joven en sumar puntos, con su cuarto puesto en el Gran Premio Bélgica. El récord no sería superado hasta 38 años después, por Jenson Button en el Gran Premio de Brasil de 2000. El propio Ricardo fallecería este mismo año en un accidente en el Gran Premio de México, no puntuable, al volante de un Lotus 24.

## Escuderías y pilotos
| Escudería                          | Chasis    | Chasis     | Motor                                   | Piloto                  | Rondas    |
| ---------------------------------- | --------- | ---------- | --------------------------------------- | ----------------------- | --------- |
| Scuderia Ferrari SpA SEFAC         | Ferrari   | 156        | Ferrari 178 1.5 V6                      | Phil Hill               | 1–3, 5–7  |
| Scuderia Ferrari SpA SEFAC         | Ferrari   | 156        | Ferrari 178 1.5 V6                      | Giancarlo Baghetti      | 1, 3, 6–7 |
| Scuderia Ferrari SpA SEFAC         | Ferrari   | 156        | Ferrari 178 1.5 V6                      | Ricardo Rodríguez       | 1–3, 6–7  |
| Scuderia Ferrari SpA SEFAC         | Ferrari   | 156        | Ferrari 178 1.5 V6                      | Lorenzo Bandini         | 2, 6–7    |
| Scuderia Ferrari SpA SEFAC         | Ferrari   | 156        | Ferrari 178 1.5 V6                      | Willy Mairesse          | 2–3, 7    |
| Team Lotus                         | Lotus     | 25 24      | Climax FWMV 1.5 V8                      | Jim Clark               | Todas     |
| Team Lotus                         | Lotus     | 25 24      | Climax FWMV 1.5 V8                      | Trevor Taylor           | Todas     |
| Cooper Car Company                 | Cooper    | T60 T55    | Climax FWMV 1.5 V8 Climax FPF 1.5 L4    | Bruce McLaren           | Todas     |
| Cooper Car Company                 | Cooper    | T60 T55    | Climax FWMV 1.5 V8 Climax FPF 1.5 L4    | Tony Maggs              | Todas     |
| Cooper Car Company                 | Cooper    | T60 T55    | Climax FWMV 1.5 V8 Climax FPF 1.5 L4    | Timmy Mayer             | 8         |
| Brabham Racing Organisation        | Lotus     | 24         | Climax FWMV 1.5 V8                      | Jack Brabham            | 1–5       |
| Brabham Racing Organisation        | Brabham   | BT3        | Climax FWMV 1.5 V8                      | Jack Brabham            | 6, 8–9    |
| UDT Laystall Racing Team           | Lotus     | 24 18/21   | Climax FWMV 1.5 V8 Climax FPF 1.5 L4    | Innes Ireland           | 1–5, 7–9  |
| UDT Laystall Racing Team           | Lotus     | 24 18/21   | Climax FWMV 1.5 V8 Climax FPF 1.5 L4    | Masten Gregory          | 1, 5      |
| UDT Laystall Racing Team           | Lotus     | 24         | BRM P56 1.5 V8                          | Masten Gregory          | 2–4, 7–8  |
| Porsche System Engineering         | Porsche   | 804 718    | Porsche 753 1.5 F8 Porsche 547/3 1.5 F4 | Jo Bonnier              | 1–2, 4–8  |
| Porsche System Engineering         | Porsche   | 804 718    | Porsche 753 1.5 F8 Porsche 547/3 1.5 F4 | Dan Gurney              | 1–2, 5–8  |
| Porsche System Engineering         | Porsche   | 804 718    | Porsche 753 1.5 F8 Porsche 547/3 1.5 F4 | Phil Hill               | 8         |
| Ecurie Maarsbergen                 | Porsche   | 718 787    | Porsche 547/3 1.5 F4                    | Carel Godin de Beaufort | Todas     |
| Ecurie Maarsbergen                 | Porsche   | 718 787    | Porsche 547/3 1.5 F4                    | Ben Pon                 | 1         |
| Ecurie Maarsbergen                 | Emeryson  | 61         | Climax FPF 1.5 L4                       | Wolfgang Seidel         | 1         |
| Owen Racing Organisation           | BRM       | P57 P48/57 | BRM P56 1.5 V8                          | Graham Hill             | Todas     |
| Owen Racing Organisation           | BRM       | P57 P48/57 | BRM P56 1.5 V8                          | Richie Ginther          | Todas     |
| Owen Racing Organisation           | BRM       | P57 P48/57 | BRM P56 1.5 V8                          | Bruce Johnstone         | 9         |
| Bowmaker-Yeoman Racing Team        | Lola      | Mk4        | Climax FWMV 1.5 V8                      | John Surtees            | Todas     |
| Bowmaker-Yeoman Racing Team        | Lola      | Mk4        | Climax FWMV 1.5 V8                      | Roy Salvadori           | 1–2, 4–9  |
| Ecurie Galloise                    | Cooper    | T53        | Climax FPF 1.5 L4                       | Jackie Lewis            | 1, 4–6    |
| Ecurie Galloise                    | BRM       | P48/57     | BRM P56 1.5 V8                          | Jackie Lewis            | 2         |
| R.R.C. Walker Racing Team          | Lotus     | 24         | Climax FWMV 1.5 V8                      | Maurice Trintignant     | 2–4, 6–8  |
| Scuderia SSS Repubblica di Venezia | Lotus     | 18/21 24   | Climax FPF 1.5 L4                       | Nino Vaccarella         | 2, 7      |
| Scuderia SSS Repubblica di Venezia | Porsche   | 718        | Porsche 547/3 1.5 F4                    | Nino Vaccarella         | 6         |
| Ecurie Nationale Suisse            | Lotus     | 21         | Climax FPF 1.5 L4                       | Jo Siffert              | 2         |
| Emeryson Cars                      | Lotus     | 18         | Climax FPF 1.5 L4                       | John Campbell-Jones     | 3         |
| Emeryson Cars                      | Emeryson  | 61         | Climax FPF 1.5 L4                       | Tony Settember          | 5, 7      |
| Equipe Nationale Belge             | Lotus     | 18/21      | Climax FPF 1.5 L4                       | Lucien Bianchi          | 3         |
| Equipe Nationale Belge             | ENB       | F1         | Maserati Tipo 6 1.5 L4                  | Lucien Bianchi          | 6         |
| Ecurie Filipinetti                 | Lotus     | 21         | Climax FPF 1.5 L4                       | Jo Siffert              | 3, 6      |
| Ecurie Filipinetti                 | Lotus     | 24         | BRM P56 1.5 V8                          | Jo Siffert              | 4, 7      |
| Ecurie Filipinetti                 | Lotus     | 24         | BRM P56 1.5 V8                          | Heinz Schiller          | 6         |
| Ecurie Filipinetti                 | Porsche   | 718        | Porsche 547/3 1.5 F4                    | Heini Walter            | 6         |
| Autosport Team Wolfgang Seidel     | Lotus     | 24         | Climax FPF 1.5 L4                       | Dan Gurney              | 3         |
| Autosport Team Wolfgang Seidel     | Lotus     | 24         | Climax FPF 1.5 L4                       | Wolfgang Seidel         | 5–6       |
| Autosport Team Wolfgang Seidel     | Lotus     | 24         | Climax FPF 1.5 L4                       | Gunther Seiffert        | 6         |
| Autosport Team Wolfgang Seidel     | Lotus     | 24         | Climax FPF 1.5 L4                       | Tony Shelly             | 7         |
| Anglo-American Equipe              | Cooper    | T59        | Climax FPF 1.5 L4                       | Ian Burgess             | 5–7       |
| Ecurie Excelsior                   | Lotus     | 18         | Climax FPF 1.5 L4                       | Jay Chamberlain         | 5–7       |
| John Dalton                        | Lotus     | 18/21      | Climax FPF 1.5 L4                       | Tony Shelly             | 5–6       |
| Gilby Engineering                  | Gilby     | 62         | BRM P56 1.5 V8                          | Keith Greene            | 6–7       |
| Bernard Collomb                    | Cooper    | T53        | Climax FPF 1.5 L4                       | Bernard Collomb         | 6         |
| Scuderia de Tomaso                 | De Tomaso | 801        | De Tomaso 1.5 F8                        | Nasif Estéfano          | 7         |
| Scuderia Settecolli                | De Tomaso | F1         | OSCA 372 1.5 L4                         | Roberto Lippi           | 7         |
| Gerry Ashmore                      | Lotus     | 18/21      | Climax FPF 1.5 L4                       | Gerry Ashmore           | 7         |
| Scuderia Jolly Club                | Lotus     | 18         | Climax FPF 1.5 L4                       | Ernesto Prinoth         | 7         |
| Dupont Team Zerex                  | Lotus     | 24         | Climax FWMV 1.5 V8                      | Roger Penske            | 8         |
| Hap Sharp                          | Cooper    | T53        | Climax FPF 1.5 L4                       | Hap Sharp               | 8         |
| Jim Hall                           | Lotus     | 21         | Climax FPF 1.5 L4                       | Jim Hall                | 8         |
| John Mecom                         | Lotus     | 24         | Climax FPF 1.5 L4                       | Rob Schroeder           | 8         |
| Ernie Pieterse                     | Lotus     | 21         | Climax FPF 1.5 L4                       | Ernie Pieterse          | 9         |
| John Love                          | Cooper    | T55        | Climax FPF 1.5 L4                       | John Love               | 9         |
| Neville Lederle                    | Lotus     | 21         | Climax FPF 1.5 L4                       | Neville Lederle         | 9         |
| Otello Nucci                       | LDS       | Mk 1       | Alfa Romeo Giulietta 1.5 L4             | Doug Serrurier          | 9         |
| Mike Harris                        | Cooper    | T53        | Alfa Romeo Giulietta 1.5 L4             | Mike Harris             | 9         |

## Resultados
| Carrera                           | Fecha            | Circuito          | Piloto ganador | Constructor ganador | Resultados |
| --------------------------------- | ---------------- | ----------------- | -------------- | ------------------- | ---------- |
| Gran Premio de los Países Bajos   | 20 de mayo       | Zandvoort         | Graham Hill    | BRM                 | Resultados |
| Gran Premio de Mónaco             | 3 de junio       | Mónaco            | Bruce McLaren  | Cooper-Climax       | Resultados |
| Gran Premio de Bélgica            | 17 de junio      | Spa-Francorchamps | Jim Clark      | Lotus-Climax        | Resultados |
| Gran Premio de Francia            | 8 de julio       | Rouen-Les-Essarts | Dan Gurney     | Porsche             | Resultados |
| Gran Premio de Gran Bretaña       | 21 de julio      | Aintree           | Jim Clark      | Lotus-Climax        | Resultados |
| Gran Premio de Alemania           | 5 de agosto      | Nürburgring       | Graham Hill    | BRM                 | Resultados |
| Gran Premio de Italia             | 16 de septiembre | Monza             | Graham Hill    | BRM                 | Resultados |
| Gran Premio de los Estados Unidos | 7 de octubre     | Watkins Glen      | Jim Clark      | Lotus-Climax        | Resultados |
| Gran Premio de Sudáfrica          | 29 de diciembre  | Príncipe George   | Graham Hill    | BRM                 | Resultados |

## Clasificaciones

### Sistema de puntuación
- Puntuaban los seis primeros de cada carrera.
- Para el campeonato de pilotos solo se contabilizaban los 5 mejores resultados obtenidos por cada competidor.
- Para el campeonato de constructores, solamente puntuaba el monoplaza mejor clasificado, aunque fuera de una escudería privada.

| Posición | 1.º | 2.º | 3.º | 4.º | 5.º | 6.º |
| Puntos   | 9   | 6   | 4   | 3   | 2   | 1   |

### Campeonato de Pilotos
| Pos. | Piloto                  | NED | MON | BEL | FRA | GBR | GER | ITA | USA | RSA | Puntos  |
| ---- | ----------------------- | --- | --- | --- | --- | --- | --- | --- | --- | --- | ------- |
| 1    | Graham Hill             | 1   | (6) | 2   | 9   | (4) | 1   | 1   | (2) | 1   | 42 (52) |
| 2    | Jim Clark               | 9   | Ret | 1   | Ret | 1   | 4   | Ret | 1   | Ret | 30      |
| 3    | Bruce McLaren           | Ret | 1   | Ret | (4) | 3   | (5) | 3   | 3   | 2   | 27 (32) |
| 4    | John Surtees            | Ret | 4   | 5   | 5   | 2   | 2   | Ret | Ret | Ret | 19      |
| 5    | Dan Gurney              | Ret | Ret | DNS | 1   | 9   | 3   | 13  | 5   |     | 15      |
| 6    | Phil Hill               | 3   | 2   | 3   |     | Ret | Ret | 11  | DNS |     | 14      |
| 7    | Tony Maggs              | 5   | Ret | Ret | 2   | 6   | 9   | 7   | 7   | 3   | 13      |
| 8    | Richie Ginther          | Ret | Ret | Ret | 3   | 13  | 8   | 2   | Ret | 7   | 10      |
| 9    | Jack Brabham            | Ret | 8   | 6   | Ret | 5   | Ret |     | 4   | 4   | 9       |
| 10   | Trevor Taylor           | 2   | Ret | Ret | 8   | 8   | Ret | Ret | 12  | Ret | 6       |
| 11   | Giancarlo Baghetti      | 4   |     | Ret |     |     | 10  | 5   |     |     | 5       |
| 12   | Lorenzo Bandini         |     | 3   |     |     |     | Ret | 8   |     |     | 4       |
| 13   | Ricardo Rodríguez       | Ret | DNS | 4   |     |     | 6   | 14  |     |     | 4       |
| 14   | Willy Mairesse          |     | 7   | Ret |     |     |     | 4   |     |     | 3       |
| 15   | Joakim Bonnier          | 7   | 5   |     | 10  | Ret | 7   | 6   | 13  |     | 3       |
| 16   | Innes Ireland           | Ret | Ret | Ret | Ret | 16  |     | Ret | 8   | 5   | 2       |
| 17   | Carel Godin de Beaufort | 6   | DNQ | 7   | 6   | 14  | 13  | 10  | Ret | 11  | 2       |
| 18   | Masten Gregory          | Ret | DNQ | Ret | Ret | 7   |     | 12  | 6   |     | 1       |
| 19   | Neville Lederle         |     |     |     |     |     |     |     |     | 6   | 1       |
| NC   | Maurice Trintignant     |     | Ret | 8   | 7   |     | Ret | Ret | Ret |     | 0       |
| NC   | Jackie Lewis            | 8   | DNQ |     | Ret | 10  | Ret |     |     |     | 0       |
| NC   | John Love               |     |     |     |     |     |     |     |     | 8   | 0       |
| NC   | Nino Vaccarella         |     | DNQ |     |     |     | 15  | 9   |     |     | 0       |
| NC   | Lucien Bianchi          |     |     | 9   |     |     | 16  |     |     |     | 0       |
| NC   | Roger Penske            |     |     |     |     |     |     |     | 9   |     | 0       |
| NC   | Bruce Johnstone         |     |     |     |     |     |     |     |     | 9   | 0       |
| NC   | Jo Siffert              |     | DNQ | 10  | Ret |     | 12  | DNQ |     |     | 0       |
| NC   | Rob Schroeder           |     |     |     |     |     |     |     | 10  |     | 0       |
| NC   | Ernie Pieterse          |     |     |     |     |     |     |     |     | 10  | 0       |
| NC   | Ian Burgess             |     |     |     |     | 12  | 11  | DNQ |     |     | 0       |
| NC   | Tony Settember          |     |     |     |     | 11  |     | Ret |     |     | 0       |
| NC   | John Campbell-Jones     |     |     | 11  |     |     |     |     |     |     | 0       |
| NC   | Hap Sharp               |     |     |     |     |     |     |     | 11  |     | 0       |
| NC   | Heini Walter            |     |     |     |     |     | 14  |     |     |     | 0       |
| NC   | Jay Chamberlain         |     |     |     |     | 15  | DNQ | DNQ |     |     | 0       |
| NC   | Wolfgang Seidel         | NC  |     |     |     | Ret | DNQ |     |     |     | 0       |
| NC   | Roy Salvadori           | Ret | Ret |     | Ret | Ret | Ret | Ret | DNS | Ret | 0       |
| NC   | Tony Shelly             |     |     |     |     | Ret | DNQ | DNQ |     |     | 0       |
| NC   | Keith Greene            |     |     |     |     | DNS | Ret | DNQ |     |     | 0       |
| NC   | Ben Pon                 | Ret |     |     |     |     |     |     |     |     | 0       |
| NC   | Heinz Schiller          |     |     |     |     |     | Ret |     |     |     | 0       |
| NC   | Bernard Collomb         |     |     |     |     |     | Ret |     |     |     | 0       |
| NC   | Timmy Mayer             |     |     |     |     |     |     |     | Ret |     | 0       |
| NC   | Doug Serrurier          |     |     |     |     |     |     |     |     | Ret | 0       |
| NC   | Mike Harris             |     |     |     |     |     |     |     |     | Ret | 0       |
| NC   | Günther Seiffert        |     |     |     |     |     | DNQ |     |     |     | 0       |
| NC   | Gerry Ashmore           |     |     |     |     |     |     | DNQ |     |     | 0       |
| NC   | Ernesto Prinoth         |     |     |     |     |     |     | DNQ |     |     | 0       |
| NC   | Roberto Lippi           |     |     |     |     |     |     | DNQ |     |     | 0       |
| NC   | Nasif Estéfano          |     |     |     |     |     |     | DNQ |     |     | 0       |
| NC   | Jim Hall                |     |     |     |     |     |     |     | DNS |     | 0       |
| Pos. | Piloto                  | NED | MON | BEL | FRA | GBR | GER | ITA | USA | RSA | Puntos  |

| Color      | Resultado                          |
| ---------- | ---------------------------------- |
| Oro        | Ganador                            |
| Plata      | 2.º puesto                         |
| Bronce     | 3.er puesto                        |
| Verde      | Finalizó en los puntos             |
| Azul       | Finalizó sin puntos                |
| Azul       | NC - No clasificado                |
| Violeta    | Ret - No terminó                   |
| Rojo       | DNQ - No se clasificó              |
| Rojo       | DNPQ - No se preclasificó          |
| Negro      | DSQ - Descalificado                |
| Blanco     | DNS - No empezó                    |
| Blanco     | WD - Retirado                      |
| Blanco     | C - Carrera cancelada              |
| Azul claro | TD - Entrenamientos libres (2003-) |
| Sin color  | DNP - Inscrito, pero no participó  |
| Sin color  | INJ - Inscrito, pero lesionado     |
| Sin color  | EX - Excluido                      |

| Estado  | Resultado                                                                             |
| ------- | ------------------------------------------------------------------------------------- |
| Negrita | Pole position                                                                         |
| Cursiva | Vuelta rápida                                                                         |
| 1-8     | Posiciones puntuables de clasificación sprint (2021-)                                 |
| †       | No acabó el Gran Premio, pero fue clasificado ya que completó el porcentaje necesario |
| ‡       | Monoplaza compartido                                                                  |
| ~       | Se otorgó la mitad de puntos ya que no se cumplió con el 75% de la carrera            |
| ≠       | No obtuvo puntos ya que era piloto invitado                                           |
| F2      | Inscrito para carrera de Fórmula 2, no sumaba puntos                                  |

#### Leyenda adicional
- Las puntuaciones sin paréntesis corresponden al cómputo oficial del Campeonato
  - La suma de la puntuación únicamente de los 5 mejores resultados del Campeonato, sin tener en cuenta los puntos que se hubieran obtenido en el resto de carreras.
- Las puntuaciones (entre paréntesis) corresponden al cómputo total de puntos obtenidos
  - La suma de la puntuación de todos los resultados del Campeonato, incluyendo los puntos obtenidos en carreras que no son computados para la clasificación final.

### Estadísticas del Campeonato de Pilotos
| Pos. | Piloto                  | N.º | País                | Puntos  | Victorias | Podios | Poles |
| ---- | ----------------------- | --- | ------------------- | ------- | --------- | ------ | ----- |
| 1    | Graham Hill             | 3   | Reino Unido         | 42 (52) | 4         | 6      | 1     |
| 2    | Jim Clark               | 1   | Reino Unido         | 30      | 3         | 3      | 5     |
| 3    | Bruce McLaren           | 8   | Nueva Zelanda       | 27 (32) | 1         | 5      |       |
| 4    | John Surtees            | 6   | Reino Unido         | 19      |           | 2      | 1     |
| 5    | Dan Gurney              | 10  | EE. UU.             | 15      | 1         | 2      | 1     |
| 6    | Phil Hill               | 10  | EE. UU.             | 14      |           | 3      |       |
| 7    | Tony Maggs              | 9   | Sudáfrica           | 13      |           | 2      |       |
| 8    | Richie Ginther          | 4   | EE. UU.             | 10      |           | 2      |       |
| 9    | Jack Brabham            | 10  | Australia           | 9       |           |        |       |
| 10   | Trevor Taylor           | 9   | Reino Unido         | 6       |           | 1      |       |
| 11   | Giancarlo Baghetti      | 2   | Italia              | 5       |           |        |       |
| 12   | Lorenzo Bandini         | 6   | Italia              | 4       |           | 1      |       |
| 13   | Ricardo Rodríguez       | 4   | México              | 4       |           |        |       |
| 14   | Willy Mairesse          | 8   | Bélgica             | 3       |           |        |       |
| 15   | Jo Bonnier              | 11  | Suecia              | 3       |           |        |       |
| 16   | Innes Ireland           | 11  | Reino Unido         | 2       |           |        |       |
| 17   | Carel Godin de Beaufort | 15  | Países Bajos        | 2       |           |        |       |
| 18   | Masten Gregory          | 16  | EE. UU.             | 1       |           |        |       |
| 19   | Neville Lederle         | 20  | Sudáfrica           | 1       |           |        |       |
| NC   | Nasif Estéfano          | 10  | Argentina           |         |           |        |       |
| NC   | Nino Vaccarella         | 24  | Italia              |         |           |        |       |
| NC   | Rob Schroeder           | 26  | EE. UU.             |         |           |        |       |
| NC   | Roberto Lippi           | 50  | Italia              |         |           |        |       |
| NC   | Roger Penske            | 14  | EE. UU.             |         |           |        |       |
| NC   | Roy Salvadori           | 7   | Reino Unido         |         |           |        |       |
| NC   | Timmy Mayer             | 23  | EE. UU.             |         |           |        |       |
| NC   | Wolfgang Seidel         | 34  | Alemania Occidental |         |           |        |       |
| NC   | Tony Shelly             | 60  | Nueva Zelanda       |         |           |        |       |
| NC   | Mike Harris             | 22  | Rodesia             |         |           |        |       |
| NC   | Tony Settember          | 48  | EE. UU.             |         |           |        |       |
| NC   | Ian Burgess             | 62  | Reino Unido         |         |           |        |       |
| NC   | Bernard Collomb         | 31  | Francia             |         |           |        |       |
| NC   | Bruce Johnstone         | 5   | Sudáfrica           |         |           |        |       |
| NC   | Doug Serrurier          | 21  | Sudáfrica           |         |           |        | 1     |
| NC   | Ernesto Prinoth         | 54  | Italia              |         |           |        |       |
| NC   | Ernie Pieterse          | 14  | Sudáfrica           |         |           |        |       |
| NC   | Gerry Ashmore           | 52  | Reino Unido         |         |           |        |       |
| NC   | Hap Sharp               | 24  | EE. UU.             |         |           |        |       |
| NC   | Maurice Trintignant     | 6   | Francia             |         |           |        |       |
| NC   | Heinz Schiller          | 28  | Suiza               |         |           |        |       |
| NC   | Jackie Lewis            | 20  | Reino Unido         |         |           |        |       |
| NC   | Jay Chamberlain         | 26  | EE. UU.             |         |           |        |       |
| NC   | Jo Siffert              | 42  | Suiza               |         |           |        |       |
| NC   | John Campbell-Jones     | 4   | Reino Unido         |         |           |        |       |
| NC   | Keith Greene            | 56  | Reino Unido         |         |           |        |       |
| NC   | John Love               | 18  | Rodesia             |         |           |        |       |
| NC   | Lucien Bianchi          | 21  | Bélgica             |         |           |        |       |
| NC   | Heini Walter            | 32  | Suiza               |         |           |        |       |

### Campeonato de Constructores
| Pos. | Constructor       | NED | MON | BEL | FRA | GBR | GER | ITA | USA | RSA | Puntos  |
| ---- | ----------------- | --- | --- | --- | --- | --- | --- | --- | --- | --- | ------- |
| 1    | BRM               | 1   | (6) | 2   | (3) | (4) | 1   | 1   | (2) | 1   | 42 (56) |
| 2    | Lotus-Climax      | 2   | 8   | 1   | 7   | 1   | 4   | 9   | 1   | (5) | 36 (38) |
| 3    | Cooper-Climax     | (5) | 1   | Ret | 2   | 3   | (5) | 3   | (3) | 2   | 29 (37) |
| 4    | Lola-Climax       | Ret | 4   | 5   | 5   | 2   | 2   | Ret | Ret | Ret | 19      |
| 5    | Porsche           | 6   | 5   | 7   | 1   | 9   | 3   | (6) | 5   | 11  | 18 (19) |
| 6    | Ferrari           | 3   | 2   | 3   | WD  | Ret | 6   | 4   | WD  |     | 18      |
| 7    | Brabham-Climax    |     |     |     |     |     | Ret |     | 4   | 4   | 6       |
| 8    | Lotus-BRM         |     | DNQ | Ret | Ret | Ret | Ret | 12  | 6   |     | 1       |
| NC   | Emeryson-Climax   | NC  |     |     |     | 11  |     | Ret |     | WD  | 0       |
| NC   | ENB-Maserati      |     |     |     |     |     | 16  |     |     |     | 0       |
| NC   | Gilby-BRM         |     |     |     |     | WD  | Ret | DNQ |     |     | 0       |
| NC   | LDS-Alfa Romeo    |     |     |     |     |     |     |     |     | Ret | 0       |
| NC   | Cooper-Alfa Romeo |     |     |     |     |     |     |     |     | Ret | 0       |
| NC   | De Tomaso         |     |     |     |     |     |     | DNQ |     |     | 0       |
| NC   | De Tomaso-OSCA    |     |     |     |     |     |     | DNQ |     |     | 0       |
| Pos. | Constructor       | NED | MON | BEL | FRA | GBR | GER | ITA | USA | RSA | Puntos  |